# Scharfrichterbeil
Das Scharfrichterbeil (Eigenschreibweise ScharfrichterBeil, bis 1999 Scharfrichter-Beil) ist ein Kabarettpreis, der seit 1983 im Rahmen der Passauer Kabaretttage (Scharfrichtertage), einem Festival für Theater, Kabarett, Musik und Kleinkunst, an Nachwuchskabarettisten vergeben wird.
Gestiftet wird der Preis vom Scharfrichterhaus in Passau, dem Bayerischen Rundfunk und der Münchener Abendzeitung. Die Teilnehmer werden nicht nominiert, sondern können sich mit Lebenslauf und Demo-Video/DVD bewerben. Eine Jury trifft dann die Vorauswahl unter den Bewerbern. Die Preisträger werden von einer Jury, bestehend aus Vertretern des Scharfrichterhauses und der Medien sowie dem Publikum gewählt. Der Gewinner erhält neben 1000 € Preisgeld ein handgeschmiedetes, scharfes, mannshohes Beil und darf im Münchner Fraunhofer-Theater auftreten. Da das Scharfrichterbeil überregionales Ansehen genießt, ist es bei Jungkabarettisten als Sprungbrett für die Karriere sehr begehrt.

## Die bisherigen Beil-Gewinner
- 1983: Hape Kerkeling[2]
- 1984: Jörg-Martin Willnauer
- 1985: Andreas Giebel
- 1986: Urban Priol / Klaus Staab
- 1987: Die Wiesenbügler: Wilhelm Heiligensetzer und Alf Setzer
- 1988: Günter Grünwald
- 1989: Weber & Schuster
- 1990: Gruppo di Valtorta
- 1991: Dirk Bielefeldt
- 1992: Karl-Heinz Hellinger
- 1993: Lars Reichow
- 1994: Rolf Miller
- 1995: Bärbel Schmid
- 1996: Altinger + Band
- 1997: Jess Jochimsen
- 1998: Kabud
- 1999: Luise Kinseher
- 2000: Ludwig Müller
- 2001: Jürgen K. W. Timm
- 2002: Philipp Weber
- 2003: Werner Brix
- 2004: Hagen Rether
- 2005: Klaus Eckel
- 2006: Duo „Zärtlichkeiten mit Freunden“
- 2007: Matthias Egersdörfer
- 2008: Nepo Fitz
- 2009: Ulan & Bator
- 2010: Götz Frittrang
- 2011: Duo „Das Geld liegt auf der Fensterbank, Marie“
- 2012: Torsten Sträter
- 2013: Friedemann Weise
- 2014: Jo Strauss
- 2015: Robert Alan
- 2016: Norbert Bürger
- 2017: Thomas Steierer
- 2018: Sulaiman Masomi
- 2019: Corinna Fuhrmann alias Lucy van Kuhl
- 2021: Benedikt Mitmannsgruber[3]
- 2022: Stefan Danziger[4]
- 2023: David Stockenreitner[5]
- 2024: Henning Schmidtke[6]